# Otto Bauder
Otto Bauder (* 9. Februar 1912 in Seckenheim; † 21. Juli 2002 in Mannheim) war ein deutscher Politiker und Widerstandskämpfer.

## Leben
Otto Bauder war Sohn eines Packermeisters mit sozialdemokratischem Hintergrund und wuchs in Seckenheim auf.
1929 wurde er Vorsitzender der Mannheimer Sozialistischen Arbeiter-Jugend (SAJ). Nach einer Malerlehre wurde er Weichenwärter und später Stellwerkmeister bei der Deutschen Reichsbahn, dort war er als Gewerkschafter tätig. Von 1930 bis 1932 war er Mitglied der SPD, anschließend Mitbegründer der Sozialistischen Arbeiterpartei (SAP). Nach dem Parteienverbot 1933 durch das NS-Regime verlagerten Otto Bauder und seine Mitstreiter ihre Aktivitäten in den Untergrund. Die SAP pflegte wichtige Kontakte auch ins Ausland, so nach Straßburg und Basel, um an Schriften gegen den Nationalsozialismus zu gelangen, auch wurden parteipolitische Gespräche geführt und über die bedrohliche Lage der Juden beraten, zudem wurden Schulungen durchgeführt. Ihm wurde aufgrund seiner politischen Gesinnung seine Arbeit bei der Reichsbahn gekündigt.
1938 heiratete er Hildegard Erny. Im gleichen Jahr wurde Otto Bauder verhaftet und wegen „Vorbereitung zum Hochverrat“ zu zweieinhalb Jahren Zuchthaus in Ludwigsburg verurteilt. 1942 wurde er zum Kriegsdienst eingezogen. Bauder wurde schwer verwundet und geriet in Kriegsgefangenschaft. Er kehrte im August 1945 in seine Heimatstadt zurück.
Otto Bauder leitete nach 1945 lange Zeit die Arbeiterwohlfahrt Mannheim. Er engagierte sich wieder politisch für die Mannheimer SPD, für die er von 1959 bis 1984 im Gemeinderat saß. Von 1960 bis 1973 gehörte er dem Stadtrat an. Im sportlichen Bereich war er viele Jahre Vorsitzender des SV 98/07 Seckenheim.

## Ehrungen
Für Otto Bauder wurde ein Stolperstein vor dem Vereinsheim in Seckenheim eingefügt. Das Pflegeheim Otto-Bauder-Haus und die Otto-Bauder-Sportanlage wurden nach ihm benannt.

## Auszeichnungen
- 1983 Ehrenring der Stadt Mannheim
- Bundesverdienstkreuz am Bande
- Landesehrennadel Baden-Württemberg
- Seckenheimer Alfred-Blümmel-Orden[4]